# Ammelne
Ammelne (en amazighe : ⴰⵎⵎⵍⵏ Ammeln) est une petite ville et  commune rurale de la province de Tiznit de la région de Souss-Massa au Maroc. Au moment du recensement de 2004, la commune comptait une population totale de 4281 personnes.